# Ente gut! Mädchen allein zu Haus
Ente gut! Mädchen allein zu Haus ist ein deutscher Kinderfilm aus dem Jahr 2016. Regie führte Norbert Lechner. Der Film ist Gewinnerfilm der Initiative „Der besondere Kinderfilm“ und lief im Wettbewerb „Generation Kplus“ der Internationalen Filmfestspiele Berlin 2016.

## Handlung
Die elfjährige Linh und ihre kleine Schwester Tien sind plötzlich auf sich allein gestellt, als ihre Mutter nach Vietnam muss, um sich um die kranke Oma zu kümmern. Doch das darf niemand erfahren – vor allem nicht das Jugendamt. Linh ist jetzt nicht nur für Tien verantwortlich, sondern muss sich neben der Schule auch um den Haushalt und den vietnamesischen Imbiss ihrer Mutter kümmern. Doch die selbsternannte Spionin Pauline aus dem Wohnblock gegenüber entdeckt das Geheimnis und droht, die beiden Mädchen zu verraten. Aus der anfänglichen Erpressung wächst bald eine Freundschaft, die jedoch immer wieder auf die Probe gestellt wird. Denn auch die Polizei und Frau Trost vom Jugendamt sind nah dran, hinter das Geheimnis zu kommen.

## Hintergrund
Produziert wurde die Komödie von der KEVIN LEE Film GmbH in Koproduktion mit dem MDR, BR und KiKA. Die Dreharbeiten fanden in der Zeit vom 29. Juni bis 4. September 2015 in Halle/Saale, Berlin und Leipzig statt. Gefördert wurde die Kinoproduktion durch die Mitteldeutsche Medienförderung, den FilmFernsehFonds Bayern, die Filmförderungsanstalt, die Beauftragte der Bundesregierung für Kultur und Medien und dem Deutschen Filmförderfonds. Ente gut! Mädchen allein zu Haus ist ein Gewinnerfilm der Initiative „Der besondere Kinderfilm“.

## Pressestimmen
Die Kritik zum Film Ente gut! Mädchen allein zu Haus fiel überwiegend positiv aus, es gab jedoch auch einige gemischte Stimmen.
TV Movie schrieb über Ente gut! Mädchen allein zu Haus: „Norbert Lechner (‚Tom und Hacke’) hat einen konfliktreichen, sympathischen, stimmigen Kinderfilm gedreht.“
Alois Knoller von der Augsburger Allgemeinen meinte: „Lachen und Bibbern liegen eng beieinander in diesen aufregenden eineinhalb Kinostunden.“